# Free banking
Il free banking system (tradotto in sistema di banche libere) è un sistema monetario nel quale l'emissione di moneta è lasciata alle singole banche private. In tale sistema non esistono monete a corso legale e banche centrali.

## Storia
Il sistema del free banking è stato molto diffuso soprattutto nel XIX secolo, mentre a partire dal '900 è stato messo da parte a favore del corso forzoso. I principali paesi nei quali era adottato sono stati:
- Australia: Tale sistema si diffuse particolarmente nella seconda metà del XIX secolo.
- Svizzera: Nell'800 i cantoni svizzeri deregolarono il sistema bancario, permettendo l'affermazione del free banking, sistema mantenuto fino alla fine del secolo.
- Scozia: In questo paese il sistema rimase in vigore per molto tempo, dal 1716 al 1845. Questo caso è stato molto appronfondito dall'economista "austriaco" Lawrence H. White, nel suo Free Banking in Britain: Theory, Experience and Debate 1800-1845
- Stati Uniti: Tra il 1837 ed il 1862 il paese americano vide la cosiddetta free banking era. Tale periodo fu contrassegnato da una certa instabilità monetaria (prevalenza netta di uno scenario deflazionistico), ma segnò uno dei momenti di maggiore sviluppo della storia economica statunitense.
- Svezia: Il paese scandinavo ha avuto due periodi di free banking. Dal 1830 al 1857 e successivamente dal 1860 al 1902.
- Francia: a seguito della rivoluzione, vi fu un periodo di iperinflazione in cui gli assegnati persero del tutto il loro valore, venendo aboliti sei anni dopo; la moneta metallica venne invece a mancare, in quanto tesaurizzata dalla popolazione o portata all'estero dalle centinaia di migliaia di émigré; grazie all'intraprendenza di banchieri e i mercanti di Parigi, vennero fondate nuove banche, immettendo nel mercato la propria carta moneta; questa situazione venne meno con la creazione della banca di Francia da parte di Napoleone, all'epoca ancora primo console.[1]

## Sostenitori
- Friedrich von Hayek
- Pascal Salin
- George Selgin
- Lawrence H. White
- David Friedman
- Murray N. Rothbard
- Hans-Hermann Hoppe
- Ron Paul